# Cologania biloba
Cologania biloba är en ärtväxtart som först beskrevs av John Lindley, och fick sitt nu gällande namn av George Nicholson. Cologania biloba ingår i släktet Cologania, och familjen ärtväxter. Inga underarter finns listade i Catalogue of Life.